# Lactobacillus delbrueckii subsp. bulgaricus
Lactobacillus delbrueckii subsp. bulgaricus (лат.), прост. болгарская палочка — подвид Lactobacillus delbrueckii, одна из двух бактерий, используемых для производства йогурта. Ранее бактерия была известна как вид Lactobacillus bulgaricus, названа в честь Болгарии, в которой была впервые открыта и использована.

## История исследования
Бактерию впервые открыл болгарский студент-медик Стамен Григоров в 1905 году. Он изучал микрофлору болгарского айрана и описал её как состоящую из одной палочковидной и одной сферической молочнокислой бактерии.
В 1907 году палочковидную бактерию назвали Lactobacillus bulgaricus, в честь Болгарии, а сферическую — Streptococcus thermophilus.
Первое медицинское исследование функциональных свойств болгарской палочки было проведено в России:

О діэтическомъ значеніи «кислаго молока» проф. Мечникова. Клиническія наблюденія изъ СПБ. Морского Госпиталя, доктора мед. Г. А. Макарова. С.-Петербургъ. Изданіе К. Л. Риккера. Невскій пр., 14. 1907

Илья Мечников считал болгарскую палочку основным средством в борьбе против старения и самоотравления организма человека. До конца своей жизни Мечников каждый день употреблял не только молочнокислые продукты, но и чистую культуру Lactobacillus bulgaricus.

## Биологические свойства
Неподвижные, неспорообразующие грамположительные бактерии размером 0,5—0,8 × 2,0—9,0 мкм. Хемоорганогетеротрофы, микроаэрофилы. Энергию получают в результате гомоферментативного молочнокислого брожения. Для роста на питательных средах нуждаются в факторах роста и витаминах. Обладают набором протеаз, принимающих участие в созревании некоторых сортов сыров, специфическая пептидаза Lactobacillus delbrueckii subsp. bulgaricus — пролидаза гидролизирует белки с высоким содержанием пролина и имеет уникальные пути регуляции биосинтеза белка. Также синтезирует пептидогликангидролазу — специфический фермент, ответственный за гидролиз пептидогликана, важного компонента клеточной стенки бактерий. Lactobacillus delbrueckii subsp. bulgaricus продуцирует внеклеточные полисахариды, улучшающие структуру, повышающие стабильность и предотвращающие синерезис йогурта. Бактерия проявляет иммуностимулирующее действие и способна выживать при прохождении через желудочно-кишечный тракт.

### Геном
Геном Lactobacillus delbrueckii subsp. bulgaricus штамма ATCC 11842 представлен кольцевой двуцепочечной молекулой ДНК размером 1864998 последовательностей нуклеотидов и содержит 2217 генов, из которых 1562 кодируют белки. Г-Ц пары составляют 73 %. Исследования нуклеотидной последовательности генома штамма ATCC 11842 выявили, что в процессе эволюции этот микроорганизм утратил некоторые функции. Геном Lactobacillus delbrueckii subsp. bulgaricus штамма ATCC BAA-365 также представлен кольцевой двуцепочечной молекулой ДНК размером 1856951 п.н. и содержит 2040 генов, из которых 1721 кодируют белки. Г-Ц пары составляют 77 %, сравнение геномов представителей рода Lactobacillus выявляют интенсивную утрату генов и многих метаболических функций. Также в геноме представителей подвида обнаружены плазмиды, например плазмида pDOJ1 представлена кольцевой двуцепочечной молекулой ДНК размером 6220 п.н. и содержит всего 6 генов, кольцевая криптическая плазмида pLBB1 имеет размер 6127 последовательностей нуклеотидов и содержит 4 гена.